# Alue Lhok (Idi Tunong)
Alue Lhok is een bestuurslaag in het regentschap Aceh Timur van de provincie Atjeh, Indonesië. Alue Lhok telt 643 inwoners (volkstelling 2010).